# .25 ACP
A .25 ACP (Automatic Colt Pistol) (más néven 6,35×16 mm SR)  egy központi gyújtású, félperemes, egyenes pisztolylőszer, amit John Browning 1905-ben vezetett be az Fabrique Nationale model 1905 pisztolyához. 

## Kivitel
A .25 ACP lőszert a korai reteszeletlen tömegzáras öntöltő pisztolyokhoz tervezték. A lőszer fél-peremes kivitele azt jelenti, hogy a perem átmérője enyhén nagyobb a talpátmérőnél. A mélyebb árok miatt a hüvelyvonó biztosabban meg tudja ragadni a lőszert. Ez a legkisebb gyártott központi gyújtású pisztolylőszer, és általában kisméretű, úgynevezett zsebpisztolyokat készítettek hozzá. A .25 ACP széles körű elterjedését a Colt Model 1908 Vest Pocket (és későbbi másolatai) népszerűségének köszönheti.
Habár a .25 ACP öntöltő pisztolyokhoz lett tervezve, számos .25 ACP revolvert készítettek hozzá a 20. század elején belga, francia és német fegyverkészítők, mint például Adolph Frank és Decker. A 20. század végén a Bowen Classic Arms készített egyedi Smith & Wesson revolvert .25 ACP kaliberben.
A második világháborút követően az olasz Lercker készített .25 ACP kaliberű géppisztolyt, de nem nagyon terjedt el.

## Teljesítmény
A .25 ACP használata nagyon kicsi és könnyű fegyverek használatát teszi lehetővé, de a lőszer viszonylag rövidtávú és alacsony energiájú, közel egy kategóriájú a .22 LR peremgyújtású lőszerrel. Habár a .22 LR kissé erőteljesebb azonos hosszúságú csőből kilőve, a .25 ACP előnyösebb önvédelemre a biztonságosabb fél-peremes, központi gyújtású kialakítása miatt.
A lőszer szerencsés az úgynevezett "Szombat esti különlegesség" (Saturday Night Special) pisztolyok gyártóinak (ezek a pisztolyok sokszor 100$-nál is olcsóbbak), mivel megbízhatóságuk miatt kevésbé érzékenyek a rosszabb minőségű kivitelből adódó tűréspontatlanságokra, mint a .22 LR. Ezek az olcsó pisztolyok a törvényhozás célpontjai lettek.
A gyártók a kereskedelemben kapható üregeshegyű lövedékeket nagyobb sebességre készítik mint a szabványos 50 grain (3,2 g) FMJ lövedéket. Mindkét lőszernek természetesen pszichológiai hatása van a fegyvertelen támadók ellen. A .25 ACP kaliberhez készített fegyvereknek széles skálája van az olcsó, egyszerűen készítettektől (pl. a Raven Arms MP-25) a magasabb minőségű, viszonylag drágább fegyverekig, mint a Baby Browning vagy a Beretta Bobcat. Ez a kisméretű lőszer ezenkívül néhány precíziósan gyártott céllövőpisztolyban is használatos.

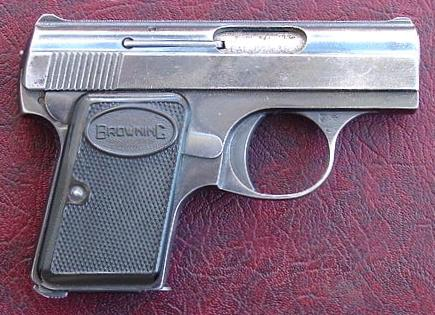
Browning "Baby"

## Egyéb elnevezései
- 25 Auto
- .25 Auto
- 6,35 mm
- 6,35 mm Browning
- 6,35×16 mm SR

## Fordítás
- Ez a szócikk részben vagy egészben  a(z)   .25 ACP című angol Wikipédia-szócikk fordításán alapul.  Az eredeti cikk szerkesztőit annak laptörténete sorolja fel. Ez a jelzés csupán a megfogalmazás eredetét és a szerzői jogokat jelzi, nem szolgál a cikkben szereplő információk forrásmegjelöléseként.